# Joël Jouanneau
 (juillet 2024).
Si vous disposez d'ouvrages ou d'articles de référence ou si vous connaissez des sites web de qualité traitant du thème abordé ici, merci de compléter l'article en donnant les références utiles à sa vérifiabilité et en les liant à la section « Notes et références ».
Pour les articles homonymes, voir Jouanneau.
Joël Jouanneau est un auteur et metteur en scène de théâtre français, né en 1946 à Cellé dans le Loir-et-Cher.

## Biographie
Il anime Le Théâtre du Grand Luxe, une compagnie de théâtre amateur, de 1970 à 1984, année où il réalise sa première mise en scène au Théâtre Gérard-Philipe de Saint-Denis et fonde sa compagnie L’Eldorado. Il collabore avec Bruno Bayen de 1984 à 1987. Il monte lui-même la plupart de ses textes, notamment au théâtre de Poche à Genève, au CDNEJ de Sartrouville, au Festival d'Avignon et au Festival d'automne à Paris, ainsi qu’au théâtre de la Bastille.
Artiste associé, puis codirecteur du théâtre de Sartrouville de 1990 à 2003, il participe au collectif pédagogique de l’école du théâtre national de Strasbourg, de 1992 à 2000.
Se consacrant largement à l’écriture, il a refusé en 2007 le poste de directeur du conservatoire national supérieur d’art dramatique, assurant seulement l’intérim entre le décès de Claude Stratz et la nomination de Daniel Mesguich. 
Son équipe de création technique est composée de Jacques Gabel (scénographe), Franck Thévenon (éclairagiste) et Pablo Bergel (créateur son).

## Œuvres littéraires
Les textes de Joël Jouanneau sont publiés chez Actes Sud.
- Nuit d’orage sur Gaza, 1987 (créé au Théâtre de Poche de Genève et repris à l'Ensemble Théâtral Mobile de Bruxelles)
- Kiki l’indien, comédie alpine, 1989
- Le Bourrichon, comédie rurale, 1989
- Mamie Ouate en Papôasie, comédie insulaire, 1990
- Gauche uppercut, 1991
- Le Marin perdu en mer, comédie pirate, 1992
- Le Condor, 1994
- Dernier Rayon, 1997
- Gauche uppercut, 1998
- Dernier Rayon, 1998, L'École des loisirs[1]
- La Main bleue, 1998
- Allegria-Opus 147, 1999
- Les Dingues de Knoxville, 1999
- Yeul, le jeune, 2001
- L’Adoptée, 2002
- L’Ébloui, 2003
- L’Inconsolé, 2004
- Mère et fils, comédie nocturne, 2004
- Dernier Caprice, 2006
- Le Marin d’eau douce, 2006
- Hydrogen Jukebox, 2008
- Sous l’œil d’Œdipe, 2009
- L’Enfant cachée dans l’encrier, ill. Annie Drimaracci, 2009
- Pinkpunk Cirkus, 2011
- Post-Scriptum. Aux sources d’une écriture, essai, 2012

## Adaptation
- 2009 : Palais de glace de Tarjei Vesaas, mise en scène Stéphanie Loïk, Théâtre de la Criée
- 2014 : Kaddish pour l'enfant qui ne naîtra pas de Imre Kertész, mise en scène Joël Jouanneau, Théâtre de l'Œuvre

## Metteur en scène
- 1984 : Pierre pour mémoire d'Anne-Marie Roy, Théâtre Gérard Philipe
- 1984 : La Dédicace de Botho Strauss, Théâtre Gérard Philipe
- 1987 : L'Hypothèse de Robert Pinget, Festival d'Avignon
- 1988 : Minetti de Thomas Bernhard, Théâtre des Treize Vents
- 1989 : Le Bourrichon, comédie rurale de Joël Jouanneau, Festival d'Avignon, Théâtre Ouvert

- 1990 : Les Enfants Tanner de Robert Walser, Théâtre de la Bastille
- 1990 : En attendant Godot de Samuel Beckett, Théâtre Nanterre-Amandiers
- 1991 : Mamie Ouate en Papoâsie de Joël Jouanneau et Marie-Claire Le Pavec, Théâtre des Treize Vents
- 1991 : Seaside de Marie Redonnet, lecture France Culture Festival d'Avignon
- 1991 : L'Entretien des méridiens d'Evelyne Pieiller, Festival d'Avignon, Odéon-Théâtre de l'Europe
- 1991 : Poker à la Jamaïque d'Evelyne Pieiller, Festival d'Avignon, Odéon-Théâtre de l'Europe
- 1992 : Le Marin perdu en mer de Joël Jouanneau, Théâtre de l'Athénée-Louis-Jouvet
- 1992 : Au cœur des ténèbres de Joël Jouanneau, adaptation d'après Joseph Conrad, Théâtre de l'Athénée-Louis-Jouvet
- 1993 : L'Inquisitoire de Robert Pinget
- 1993 : L'Institut Benjamenta de Joël Jouanneau d'après Robert Walser, Théâtre Vidy-Lausanne, Théâtre national de Strasbourg, Théâtre de la Bastille
- 1993 : Ingeborg (extraits) d'après Botho Strauss, Festival d'Avignon
- 1994 : La Dernière Bande de Samuel Beckett, Théâtre de l'Athénée-Louis-Jouvet
- 1995 : Lève-toi et marche de Joël Jouanneau, adaptation d'après Lève-toi et marche de Fiodor Dostoïevski, Festival d'Avignon
- 1995 : Fin de partie de Samuel Beckett, Festival d'Avignon
- 1996 : Allegria opus 147 Pièce pour alto, piano et homme seul de Joël Jouanneau, Théâtre national de la Colline
- 1996 : L'Idiot d'après Fiodor Dostoïevski, Théâtre national de Strasbourg
- 1997 : Monparnasse reçoit[2] d'Yves Ravey, Les Gémeaux, Sceaux (création, le 15 octobre 1997), Théâtre de l'Athénée-Louis-Jouvet
- 1998 : Gauche uppercut Pit-bull de Joël Jouanneau, Lionel Spycher, Théâtre Gérard-Philipe
- 1998 : La Tragédie de Coriolan d'après William Shakespeare, Théâtre de l'Athénée-Louis-Jouvet
- 1999 : Les Dingues de Knoxville de Joël Jouanneau, Théâtre de l'Est parisien
- 1999 : Juste la fin du monde de Jean-Luc Lagarce, Théâtre Vidy-Lausanne, Théâtre national de la Colline
- 1999 : La Concession Pilgrim d'Yves Ravey, Studio-Théâtre de la Comédie-Française

- 2000 : Oh les beaux jours de Samuel Beckett, Théâtre de Sartrouville, Théâtre de l'Athénée-Louis-Jouvet
- 2001 : Gouaches de Jacques Serena, Théâtre Ouvert
- 2001 : Velvette de Jacques Serena, Théâtre Ouvert
- 2001 : Le Pays lointain de Jean-Luc Lagarce, Théâtre Ouvert
- 2001 : Les Trois Jours de la queue du dragon de Joël Jouanneau, Nouveau Théâtre de Montreuil
- 2001 : Mamie Ouate en Papoâsie de Joël Jouanneau et Marie-Claire Le Pavec, Théâtre de Sartrouville, 2002 : Théâtre de la Commune, Théâtre de l'Est parisien
- 2002 : Madame on meurt ici ! de Louis-Charles Sirjacq, Théâtre Vidy-Lausanne, Théâtre Ouvert
- 2002 : Les Amantes d'Elfriede Jelinek, Théâtre Ouvert, Théâtre de Sartrouville
- 2003 : Dickie d'après Richard III de William Shakespeare, Théâtre de Sartrouville, Théâtre de la Bastille
- 2004 : J'étais dans ma maison et j'attendais que la pluie vienne de Jean-Luc Lagarce, Théâtre du Peuple, Théâtre de la Cité internationale, Théâtre de Sartrouville
- 2004 : L'Adoptée de Joël Jouanneau, Scène nationale Évreux-Louviers, Théâtre de Sartrouville
- 2004 : Kaddish pour l’enfant qui ne naîtra pas d'Imre Kertész, Théâtre Ouvert, Théâtre Vidy-Lausanne
- 2005 : Hollywood de Jean-Luc Lagarce, lecture Théâtre de la Cité internationale
- 2005 : Embrasser les ombres de Lars Norén, Comédie-Française Théâtre du Vieux-Colombier
- 2005 : Le Visa Tarkovski d'Andreï Tarkovski, Théâtre du Nord
- 2005 : Le Libéra de Robert Pinget, Théâtre Vidy-Lausanne, Théâtre de la Bastille
- 2006 : Oh les beaux jours de Samuel Beckett, Théâtre Vidy-Lausanne
- 2006 : Atteintes à sa vie de Martin Crimp, Théâtre de la Cité internationale
- 2007 : Dernier Caprice de Joël Jouanneau, Théâtre Vidy-Lausanne, Théâtre Ouvert
- 2007 : Le Marin d’eau douce de Joël Jouanneau, Scène nationale Évreux-Louviers
- 2007 : Jojo le récidiviste de Joseph Danan, mise en scène avec Delphine Lamand, Scène nationale Évreux-Louviers
- 2008 : Le Gai savoir de Julien Gracq conception Joël Jouanneau d'après Le Rivage des Syrtes de Julien Gracq, Le Grand T
- 2009 : Hydrogen Jukebox, livret Allen Ginsberg, musique Philip Glass, Théâtre Graslin
- 2009 : Le Gai Savoir d'Emily Dickinson conception Joël Jouanneau d'après Emily Dickinson, Le Grand T
- 2009 : Sous l'œil d'Œdipe de Joël Jouanneau, Festival d'Avignon, 2010 : Théâtre de la Commune
- 2011 : Le Naufragé de Joël Jouanneau d'après Thomas Bernhard, Théâtre Vidy-Lausanne
- 2011 : PinKpunK CirKus de Joël Jouanneau, Espace des Arts Chalon-sur-Saône
- 2014 : Kaddish pour l'enfant qui ne naîtra pas d'après Imre Kertész, Théâtre de l'Œuvre